# Liste der Kardinalskreierungen Agapitus’ II.
Papst Agapitus II. (946–955) kreierte fünf Kardinäle.

## 946
- Benignus Kardinalbischof von  Ostia,† vor 960
- Hadamar, Kardinalpriester unbekannter Titel, Abt von Fulda, † 25. Mai 956

## 948
- Anastasius, Kardinalbischof von Sabina, † vor 963

## 955
- Constantinus, Kardinalbischof von Porto, † vor 960
- Faustinus, Kardinalpriester von San Pietro in Vincoli, † vor 964